# MacWorks
MacWorks est un émulateur Macintosh conçu par Apple en 1984 et racheté par Sun Remarketing.
À la suite de l'échec commercial de l'Apple Lisa en 1983, Apple développa un émulateur pour donner au Lisa une seconde vie en lui permettant d'exécuter le Système 1 du Macintosh, transformant ainsi les machines sous Lisa OS en ordinateurs compatibles Mac.

## Description
MacWorks est sorti fin janvier 1984, peu après le lancement du Macintosh 128K. Il s'agit d'un environnement logiciel qui a permis au Lisa d'exécuter le Système 1 du Macintosh, créant ainsi une compatibilité entre les applications Macintosh et le matériel du Lisa. Il s'agit essentiellement d'un émulateur, qui a été crée pour prolonger la durée de vie du Lisa car après l'échec de l'ordinateur, le développement du système d’exploitation Lisa OS s'arrêta pour ce concentrer sur le système du Macintosh.

## Fonctionnement
Le Lisa et le Macintosh partageaient un certain nombre de similitudes matérielles, notamment un processeur Motorola 68000, ce qui rendait possible l'exécution du logiciel Mac via une couche d'émulation logicielle. Cependant, il existait des différences matérielles importantes entre les deux machines, ce qui nécessitait des ajustements pour assurer la compatibilité :
1. Mémoire : Le Lisa disposait de plus de RAM que le Macintosh original (1 Mo contre 128 Ko), ce qui lui permettait de mieux gérer certaines tâches.
2. Stockage : Le Lisa utilisait des disques durs Profile et des disquettes Twiggy[6], tandis que le Macintosh utilisait des disquettes 3,5 pouces.
3. Affichage : Le Lisa avait une résolution plus élevée (720x364 contre 512x342 sur le Macintosh), ce qui nécessitait un ajustement de l'affichage en mode émulation.

## Versions et évolution
Plusieurs versions de MacWorks ont vu le jour pour améliorer la compatibilité avec les systèmes d’exploitation Macintosh successifs :
1. MacWorks 1.0 (janvier 1984) : Première version permettant d’exécuter le Système 1.0 du Macintosh.
2. MacWorks XL[7] (janvier 1985) : Version améliorée, sortie avec le Macintosh XL d'Apple.
3. MacWorks Plus : Permettait d'exécuter la version du Système 6 du Macintosh et d'émuler le Macintosh Plus.
4. MacWorks Plus II : Version de MacWorks qui prend en charge le Système 6.0.8, la dernière version de Système 6[8].

## Fin de compatibilité
MacWorks a eu un rôle clé dans la transition du Lisa vers le Macintosh XL et il a permis à Apple d'écouler une partie des stocks de Lisa invendus et d'améliorer l’adoption du système Macintosh. De nombreux utilisateurs ont ainsi pu bénéficier des avancées logicielles du Mac sans devoir acheter un nouvel ordinateur.
Après l’abandon du Macintosh XL par Apple, le reconditionneur américain Sun Remarketing racheta le logiciel MacWorks afin de poursuivre les mises à jour et pour lui permettre de continuer à vendre des ordinateurs Lisa reconditionnés sous le nom de Lisa Professional.
Les mises jour du logiciel MacWorks Plus II s'arrêta avec l'arrêt des Systèmes Macintosh compatible avec le processeur Motorola 68000, marquant ainsi la fin de l’ère Lisa / MacWorks.